# Teddy Buck
Edward Buck (29 tháng 10 năm 1904 – 1993) là một cầu thủ bóng đá người Anh thi đấu ở vị trí wing half.